# Полисульфиды аммония
Полисульфиды аммония — неорганическое соединение, соль аммония и полисульфидной кислоты с формулой (NH4)2Sn, где n = 4, 5, 9 и др., жёлто-оранжевое твёрдое вещество, растворяется в воде.

## Получение
- В избытке аммиака гидросульфид аммония растворяет серу:

{\displaystyle {\mathsf {NH_{4}HS+NH_{3}+({\mathit {n}}-1)S\ {\xrightarrow {}}\ (NH_{4})_{2}S_{n}}}}

## Физические свойства
Полисульфиды аммония — твёрдое вещество жёлто-оранжевого цвета, в водных растворах окраска от жёлтой до красной.
При стоянии на воздухе раствор мутнеет (выпадает сера).
Хорошо растворяется в разбавленном растворе аммиака, плохо в концентрированном.

## Химические свойства
- При нагревании разлагается:

{\displaystyle {\mathsf {(NH_{4})_{2}S_{n}\ \xrightarrow {120^{o}C} \ 2NH_{3}+H_{2}S+({\mathit {n}}-1)S}}}
- Разлагается разбавленными кислотами:

{\displaystyle {\mathsf {(NH_{4})_{2}S_{n}+2HCl\ {\xrightarrow {}}\ 2NH_{4}Cl+H_{2}S\uparrow +({\mathit {n}}-1)S\downarrow }}}
- Медленно окисляется на свету кислородом воздуха:

{\displaystyle {\mathsf {2(NH_{4})_{2}S_{n}+O_{2}\ {\xrightarrow {h\nu }}\ 2{\mathit {n}}S\downarrow +4NH_{3}+2H_{2}O}}}

## Применение
- Для воронения стали.